# New York City Transit Authority
La New York City Transit Authority (abbreviata in NYCTA e brandizzata come MTA New York City Transit) è una società di pubblica utilità dello stato di New York che si occupa della gestione del trasporto pubblico nella città di New York. Fa parte della Metropolitan Transportation Authority (MTA). Nello specifico, la NYCTA si occupa di gestire, per conto della MTA, la metropolitana di New York, la Staten Island Railway e parte della rete di autobus cittadina.

## Storia
La New York City Transit Authority venne fondata il 15 giugno 1953, come successore del New York City Board of Transportation, per occuparsi della gestione del trasporto pubblico nella città di New York. Il 1º marzo 1968 la NYCTA divenne parte dell'appena nata Metropolitan Transportation Authority. Nel 1994, con l'obiettivo da parte della MTA di creare un'identità aziendale comune, la NYCTA iniziò ad essere brandizzata come MTA New York City Transit.
Il 28 giugno 2017 il governatore di New York Andrew Cuomo dichiarò uno stato di emergenza per la MTA a causa di diversi incidenti che avevano coinvolto la rete metropolitana e autobus gestita dalla NYCTA. In quel periodo, solo il 65% dei treni della metropolitana arrivava a destinazione in orario, il tasso più basso dagli anni 1970.